# Clickbaiting

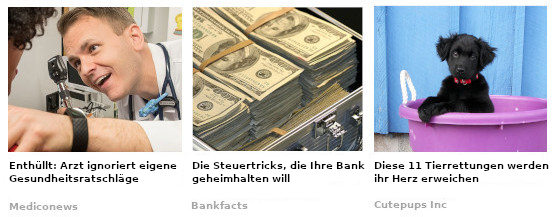
Fiktionale Beispiele von Clickbait-Meldungen auf einem Newsportal

Mit Clickbaiting (von englisch Click und bait, Köder) wird medienkritisch eine Praxis bezeichnet, Inhalte im World Wide Web anzupreisen, um mehr Seitenabrufe und damit unter anderem mehr Werbeeinnahmen durch Internetwerbung, Abonnements von Bezahlinhalten hinter einer Paywall oder eine größere Markenbekanntheit der Zielseite bzw. des Autors zu erzielen.
Ein Clickbait besteht in der Regel aus einer Überschrift und einem Teaser, die eine sogenannte Neugierlücke (englisch curiosity gap) entstehen lassen. Sie teilen dem Leser gerade genügend Informationen mit, um ihn neugierig zu machen, aber nicht ausreichend, um diese Neugier auch zu befriedigen, ähnlich einem Cliffhanger. Die Überschrift kann durch grafische Elemente mit gleicher Funktion ergänzt oder ersetzt werden.
Die hinter einem Clickbait liegenden Artikel sind üblicherweise gut mit Einrichtungen zum schnellen Teilen in sozialen Netzwerken ausgestattet, was die Zugriffszahlen ebenso erhöht.

## Funktionsweise
Hinter vielen Links, die mit einem Clickbait versehen werden, befinden sich Videos, Bildstrecken oder Listicles. Solche Inhalte sind häufig von geringer journalistischer Qualität, verbreiten sich allerdings in sozialen Medien gut. Zusätzlich lassen sich diese Inhaltsformate technisch gesehen auf mehrere Einzelseiten verteilen, die der Nutzer wie eine Galerie durchklickt. Das führt zu einer Maximierung der Seitenabrufe auf der Website und zu wiederholten Möglichkeit, Werbeformate in diesen Seiten zu integrieren.
Themen, die die Gefühle des Lesers wecken, wie etwa Tiere oder Babys, sind für Clickbaiting besonders beliebt. Die Geschichten, die mit Clickbait-Überschriften versehen werden, sind oftmals weit weniger spektakulär, als die Überschrift verspricht.
Es gibt jedoch auch Online-Magazine, die eher seriöse Themen wie Diskriminierung oder Überwachung mit Clickbait-Titeln versehen.

## Geschichte
Zwar etablierte sich der Begriff Clickbaiting erst mit dem Aufkommen des World Wide Web, die Ursprünge des Konstrukts lassen sich jedoch viel früher verorten. Betrachtet man beispielsweise die Entwicklung der frühen Boulevardpresse um das Jahr 1900, der sogenannten Yellow Press, so lassen sich einige Gemeinsamkeiten und Parallelen zum heutigen Clickbaiting feststellen. Dabei wurden möglichst drastische und reißerische Überschriften verwendet, um den Verkauf der Auflage zu maximieren. In der jüngeren Vergangenheit lassen sich einige Entwicklungen benennen, die das Aufkommen von Clickbaiting begünstigt haben: Durch die Digitalisierung des Journalismus sind Verlage und Herausgeber auf die Generierung von Klicks angewiesen. Außerdem hat sich die Funktion von Überschriften von einer Zusammenfassung des Inhalts hin zu einem Köder für Leser gewandelt. Werbe- und insbesondere clickbaiting-finanzierte Medien können also als eine Antwort auf die Frage gesehen werden, wie man mit Medien im Internet wirtschaftlich erfolgreich sein kann, d. h. ohne die klassischen Einzelverkaufs- und Abonnement-Modelle, die seit den 2000er-Jahren nicht mehr funktionieren. Dies gilt insbesondere für den Boulevard- und Unterhaltungssektor.

## Verbreitung
Zu den Vorreitern des Clickbaiting gehören seit 2006 etwa BuzzFeed und die Huffington Post. In Deutschland war das Onlinemagazin „heftig.co“ Vorreiter, das mit seinen Überschriften mehr Reichweite in den sozialen Netzwerken als etwa Spiegel Online erreichte. Zahlreiche seriöse Onlinemedien arbeiten mit Clickbait-Überschriften, ebenso wie viele Künstler auf dem Videoportal YouTube oder in anderen sozialen Netzwerken.

## Formen
Die verschiedenen Formen des Clickbaitings lassen sich anhand unterschiedlicher Charakteristika kategorisieren. Bezüglich des formalen Aufbaus lassen sich hierbei vier Formen unterscheiden:
1. Listicles: Kombinationen aus Liste und Artikel[12] (Bsp.: 13 Dinge, die Sie garantiert noch nicht über Ihr Smartphone wussten)
2. Fragen: hypothetische, rhetorische Formulierungen, die Inhalte und Verhaltensweisen transportieren und suggerieren können[13] (Bsp.: Wie viel wissen Sie wirklich über Ihr Smartphone?)
3. Forward Referencing: das Beziehen auf kommende Teile der Interaktion oder eines Inhalts[14] (Bsp.: Aus diesem Grund sollten Sie Ihr Smartphone während des Schlafens ausschalten)
4. Thumbnails: Vorschaubilder von Videos, die Aufmerksamkeit auf sich ziehen[15] (Bsp.: Darstellung außergewöhnlicher Dinge oder attraktiver Personen, die oft wenig bis keine Relevanz für das Video haben)[15]

Hinsichtlich der verwendeten Stilmittel werden acht Gestaltungsformen unterschieden (nach Mayer, in Anlehnung an die Einteilung von Biyani et al.):
1. Übertreibung: Falsche Versprechungen durch Überschrift
2. Teaser: Auslassung von Inhalten
3. Provokation: Nutzung unangemessener oder vulgärer Begriffe
4. Formatierung: Übertriebener Einsatz von Großschreibung oder Satzzeichen
5. Metapher: Bildliche Beschreibung von anzüglichen, verstörenden und unglaublichen Dingen
6. Weiterleitung: Angekündigter Inhalt nicht auf Zielseite, weitere Klicks notwendig
7. Ambiguität: Unklarheiten und Mehrdeutigkeiten
8. Irreführung: Faktisch falsche Überschrift.

## Psychologischer Hintergrund
Die psychologischen Beweggründe, die hinter dem Klickverhalten von Rezipienten stehen, sind vielfältig. Ein wesentlicher kognitiver Faktor, der in diversen wissenschaftlichen Arbeiten erforscht wurde, ist die sogenannte information gap bzw. curiosity gap. Hierbei wird davon ausgegangen, dass Personen den Wunsch verspüren, eine (vermeintliche) Wissenslücke zu füllen. Demnach suggeriert Clickbait bei Rezipienten ein Gefühl des Informationsmangels, welches nur durch Informationsbeschaffung beseitigt werden kann. Als emotionsfokussierter Ansatz zur Erklärung des Klickverhaltens durch Clickbaiting eignet sich die Studie von Pengnate (2016), in der gezeigt werden konnte, dass durch Clickbait-Überschriften Pupillenveränderungen hervorrufbar sind, die als Gradmesser für emotionale Erregung dienen können. Der Grad der emotionalen Erregung hatte außerdem Einfluss auf die Absicht, den Artikel weiterzulesen.

## Kritik
Der Vorwurf Clickbaiting ist häufig zu hören. Harald Staun etwa berichtete in der FAZ, seriöse Online-Redakteure wollten mit Clickbaiting nichts zu tun haben, nannte aber zugleich ein Gegenbeispiel. Im sozialen Netzwerk Twitter verrieten mehrere Benutzer die Auflösung hinter verschiedenen Clickbaiting-Titeln, um so das Aufrufen der Seite überflüssig zu machen. Dennis Weber schrieb im Magazin Quotenmeter, Clickbaiting sei schon in gedruckten Zeitungen betrieben worden. Mit Clickbaiting im Internet werde nur versucht, Nutzer anzulocken. Anbieter wie Buzzfeed würden lediglich auf die Nachfrage ihrer Nutzer reagieren, die nur „reine Informationen“ ohne „Textflut“ haben wollen. Viele Texte müssten keine journalistische Relevanz aufweisen können; sie würden zur Unterhaltung dienen.